# Симонов день
Симо́нов день (Симон Зилот, Именины Земли) — день народного календаря славян, приходящийся на 10 (23) мая. Название дня происходит от имени апостола Симона Кананита. Считалось, что в этот, как и в Духов день, Земля — именинница, «отдыхает», и «грех пахать», но рекомендовалось сеять пшеницу.

## Другие названия
рус. Именины Земли, Именины Матери Сырой Земли, Симон-гулимон; укр. Семеново зіло, укр. и бел. Царьград, Целаград; бел. Сымон, Кіпрыян, Анісім, Эразм, Сідар, Таіса, апостал Зілот; полес. Миколин батько, Микольник, Симоново золото.

## Обряды и поверья
По народным представлениям в этот день земля-матушка именинница. Не тревожили землю ни бороной, ни лопатой, даже кольев не вбивали. Народное поверье утверждало, что в Симонов день на лугах «выходят» самые полезные и целебные травы, что Симон в этот день даёт травам особую чудодейственную силу.
В Симонов день русские крестьяне первый раз собирали лекарственные травы. Говорили: «На Зилота собирай зелье у болота». Запасались древесной корой, соцветьями деревьев и трав, копали молодые коренья.
«Именины земли» в народном сознании связываются с образом Николы и называются иногда «Николин батька».
На Украине также собирали лекарственные травы (зелье), за что этот день называли «Симонове зело». В этот день, когда срывали или выкапывали зелье, то произносили:
Миколин батько велів,

Щоб ти, зілля, було лікарством

Од всякої хвороби!
В этот день искали клады. Народные кладоискатели были уверены в том, что святой Симон Зилот всегда им поможет. Считали, что между словами «Зилот» и «золото» есть какая-то магическая связь.

## Поговорки и приметы
- На Симона Зилота земля — именинница: грех пахать[1][2][3][4]. ==
- Сей пшеницу на Симона Зилота — родится, аки золото (Запад.)[1].
- На Апостола Симона копают коренья на зелье (Южн.)[1][14][15].
- В этот день Земля поглощает клятвопреступников и клеветников[14].